# Station Cmentarz Poległych
Station Cmentarz Poległych is een spoorwegstation in de Poolse plaats Słupno.